# Sycomacophila carolae
Sycomacophila carolae är en stekelart som beskrevs av Jean-Yves Rasplus 2003. Sycomacophila carolae ingår i släktet Sycomacophila och familjen fikonsteklar.
Artens utbredningsområde är Elfenbenskusten. Inga underarter finns listade i Catalogue of Life.